# Вязовна (Ульяновский район)
Вязовна — деревня Ульяновского района Калужской области России. Входит в состав сельского поселения «Село Ульяново».

## История
В 1638 году в дозорной книге Козельского уезда с русской стороны Кцынской засеки в числе прочих населенных мест упомянута и деревня Вязовка. Близость деревни к засечной черте дает право утверждать, что население предоставляло ополчение для защиты Козельской засечной черты.
В Списке населённых мест за 1859 год упоминается как казённая и владельческая деревня Вязовна (Желябова, Жуляпова) при речке Вязовенке близ Болховского и Козельского трактов, в которой насчитывалось 37 дворов. После реформы 1861 года деревня вошла в состав Холмищенской волости, в ней открыта земская школа.
В 1920 году в составе Жиздринского уезда деревня была передана в Брянскую губернию. В следующие годы, при укрупнении волостей, Холмищенская волость вошла в состав Плохинской, которая была упразднена в 1929 году, с введением районного деления, после чего деревня перешла в Плохинский район Западной области. В 1937 году район был передан Орловской, а в 1944 году — Калужской области.

## Население
| 1896 | 1913 | 2002 | 2010 |
| ---- | ---- | ---- | ---- |
| 388  | ↗651 | ↘40  | ↘45  |